# ألفريد كورزيبسكي
ألفريد هابادانك سكاربيك كورزيبسكي (منذ 3 يوليو 1879 حتى 1 مارس 1950) كان باحثًا بولنديًا أمريكيًا مستقلًا طور مجالًا يسمى علم الدلالة العام، والذي اعتبره مختلفًا عن مجال علم الدلالات وأكثر شمولًا منه. كان يعتقد أن المعرفة الإنسانية بالعالم محدودة بسبب الجهاز العصبي البشري واللغات التي طورها البشر، وبالتالي لا يمكن لأحد أن يكون لديه إمكانية الوصول المباشر إلى الواقع، بالنظر إلى أن أقصى ما يمكننا معرفته هو ما نحصل عليه من خلال استجابات الدماغ من الواقع. أشهر أقواله هي «الخريطة ليست هي المنطقة».

## الحياة المبكرة والمهنية
وُلِد كورزيبسكي في وارسو، مقاطعة فيستولا، التي كانت آنذاك جزءًا من الإمبراطورية الروسية، وكان ينتمي إلى عائلة بولندية أرستقراطية عمل أفرادها كعلماء رياضيات ومهندسين لأجيال. تعلم اللغة البولندية في المنزل واللغة الروسية في المدارس، وكان لديه مربية فرنسية وألمانية، وكان يجيد أربع لغات عندما كان طفلًا.
درس كورزيبسكي الهندسة في جامعة وارسو للتكنولوجيا. خلال الحرب العالمية الأولى (1914-1918) عمل كورزيبسكي كضابط مخابرات في الجيش الروسي. بعد إصابته في ساقه وإصابات أخرى، انتقل إلى أمريكا الشمالية في عام 1916 (أولًا إلى كندا، ثم إلى الولايات المتحدة) لتنسيق شحن المدفعية إلى روسيا. ألقى محاضرات أمام الجماهير البولندية الأمريكية حول الصراع، وروج لبيع سندات الحرب. بعد الحرب قرر البقاء في الولايات المتحدة، وأصبح مواطنًا متجنسًا في عام 1940. التقى بميرا إدجرلي، رسامة الصور على العاج، بعد فترة وجيزة من هدنة عام 1918، تزوجا في يناير 1919، واستمر الزواج حتى وفاته.
نشر إي بي دوتون كتاب كورزيبسكي الأول، رجولة الإنسانية، في عام 1921. اقترح كورزيبسكي وشرح بالتفصيل في هذا العمل نظرية جديدة للبشرية: البشرية كصنف «مرتبط بالوقت» في الحياة، بيّن فيه أن البشر يشكلون ارتباطًا بالوقت عن طريق نقل المعرفة والتجريدات عبر الزمن والتي تتراكم في الثقافات). في عامي 1925 و1926، راقب كورزيبسكي المرضى النفسيين في مستشفى سانت إليزابيث في العاصمة تحت إشراف ويليام ألانسون وايت.

## دلالات عامة
توج عمل كورزيبسكي ببدء نظام أطلق عليه اسم الدلالات العامة (GS). لا ينبغي الخلط بين هذا وبين الدلالات. وصف منشور العلم والعقل، الذي نُشر عام 1933 المبادئ الأساسية لعلم الدلالة العامة، والتي تشمل الارتباط بالوقت. وفي عام 1938، أسس كورزيبسكي معهد الدلالات العامة في شيكاغو. اضطر بسبب نقص المساكن في فترة ما بعد الحرب العالمية الثانية في شيكاغو إلى استئجار مبنى للمعهد، لذلك في عام 1946 نقل المعهد إلى ليكفيل، كونيكتيكت، الولايات المتحدة، حيث أدار المعهد حتى وفاته في عام 1950.
أكد كورزيبسكي أن البشر محدودون فيما يعرفونه من خلال (1) بنية أنظمتهم العصبية، و(2) بنية لغاتهم. لا يستطيع البشر تجربة العالم بشكل مباشر، إذ يستطيعون تجربته فقط من خلال «تجريداتهم» (الانطباعات غير اللفظية أو «المقتطفات» المستمدة من الجهاز العصبي، والمؤشرات اللفظية المعبر عنها والمشتقة من اللغة). يضللنا ذلك أحيانًا عن موضوع ما هي الحقيقة. يفتقر فهمنا أحيانًا إلى التشابه في البنية مع ما يحدث بالفعل.
لقد سعى إلى تدريب وعينا من خلال التجريد، باستخدام التقنيات التي استمدها من دراسته للرياضيات والعلوم. وقد أطلق على هذا الوعي اسم «وعي التجريد». تضمن نظامه تعزيز مواقف مثل «لا أعرف؛ دعونا نرى»، حتى نتمكن من اكتشاف حقائقها أو التفكير فيها بشكل أفضل بالاعتماد على العلم الحديث. يمكن اعتبار طريقته على أنها أسلوب آخر يتضمن أن تصبح هادئًا داخليًا وخارجيًا، وهي تجربة أطلق عليها «الصمت على المستويات الموضوعية».